# Ich. Bin. So. Glücklich.
Ich. Bin. So. Glücklich. ist ein im Jahr 2022 veröffentlichter Thriller des britischen Regisseurs Mike Barker. Die Literaturverfilmung basiert auf dem im Jahr 2015 erschienenen Roman Luckiest Girl Alive.

## Inhalt
Im Jahr 2015 scheint die 35-jährige TifAni „Ani“ Fanelli, eine angesehene Redakteurin eines New Yorker Frauenmagazins, ein perfektes Leben zu haben. Während sie sich darauf vorbereitet, ihren Freund Luke Harrison zu heiraten, trifft sich Ani mit Aaron Wickersham, einem Dokumentarfilmregisseur, der einen Kurzfilm über die Schießerei in einer Schule drehen will, die sie als Teenager überlebt hat. Er teilt ihr mit, dass ein ehemaliger Klassenkamerad, Dean Barton, der später ein erfolgreicher Schriftsteller und Verfechter der Waffenkontrolle wurde, sich zur Teilnahme bereit erklärt hat. Ani lehnt jede Beteiligung ab.
Luke informiert Ani, dass seine Firma ihm die Möglichkeit angeboten hat, nach London zu ziehen, und schlägt Ani vor, dort ein MFA-Programm zu absolvieren, damit sie für sich selbst schreiben kann. Sie stimmt zu, obwohl sie hofft, eines Tages bei der New York Times zu arbeiten. Sie essen später mit einem Paar zu Abend, das Luke kennt; Der Ehemann entpuppt sich als Anis ehemaliger Lehrer Andrew Larson.
In Rückblenden ins Jahr 1999 tritt Ani der renommierten Brentley School bei, wo sie sich schnell mit einer Clique beliebter Schüler anfreundet, darunter Dean und seine Freunde Liam und Peyton. Im Laufe des Films wird bekannt, dass Ani betrunken auf einer Party von allen drei Jungen vergewaltigt wurde. Sie erzählte Mr. Larson, was passiert war, der sie ermutigte, es ihrer exzentrischen Mutter Dina zu erzählen, aber Ani lehnte ab. Sie erzählte es jedoch ihrem Freund Arthur, der von den drei Jungen ständig gemobbt worden war.
Anis Vergangenheit beginnt sie langsam zu verfolgen, was sich auf ihre Beziehung zu Luke auswirkt. Aaron sagt Ani, dass Dean sich mit ihr treffen möchte, um sich vor der Kamera zu entschuldigen; Ani stimmt zu, unter der Bedingung, dass sie erst auf Dean trifft, wenn sie dazu bereit ist. Währenddessen kämpft Ani mit ihrer angespannten Beziehung zu Dina, die behauptet, Ani immer schwierig gefunden zu haben, und anspielt, dass sie Luke nur wegen seines Geldes heiratet.
Bei den Dreharbeiten zum Dokumentarfilm taucht Dean unerwartet früh auf und Ani flieht panisch. Rückblenden zeigen, wie die junge Ani mit dem Trauma ihres Schicksals zu kämpfen hat. Nur kurz nach der Vergewaltigung findet ein Amoklauf in der Schule statt, der von Arthur und seinem Freund Ben verübt wurde. Peyton und Liam wurden getötet und Dean wurde schwer verwundet und ist seither querschnittsgelähmt. Vor den Beerdigungen verbreitete Dean das Gerücht, dass Ani mit ihm geschlafen und Arthur und Ben bei der Planung des Amoklaufs geholfen habe, weil er nicht ihr Freund sein wollte. Ani wird folglich von allen gemieden, einschließlich Dina, die sie beschuldigt, ihre eigene Vergewaltigung durch exzessives Trinken und Feiern verursacht zu haben.
2015 trifft sich Ani mit Dean, bei einer Lesung für Deans neuen Buches. Sie konfrontiert ihn mit der Vergewaltigung, Dean gibt den Missbrauch zwar zu, zeigt jedoch wenig Reue und droht, seine Geschichte über ihre Beteiligung an der Schießerei zu rekapitulieren, wenn sie es jemandem erzählt. Nachdem sie ihr Gespräch heimlich aufgezeichnet hat, geht Ani. Sie beschließt, ihre Erfahrungen zu teilen, nachdem sie von ihrer Chefin ermutigt wurde, und schreibt schließlich einen Artikel für die New York Times.
Bei ihrem Probeessen erhält Ani den letzten Artikel, der kurz vor der Veröffentlichung steht, sehr zu Lukes Bestürzung, der sagt, er wünschte, sie hätte sich privat damit befasst. Ani gesteht dann, dass sie ihn benutzt hat, um sich vor ihrer Vergangenheit zu verstecken, und beschließt, ihn nicht zu heiraten. Ani macht sich endlich auf den Weg; Sie erhält eine überwältigende Reaktion von anderen Frauen, die ihr ihre Geschichten über sexuelle Übergriffe erzählen, als sie ihre Karriere bei der New York Times beginnt.

## Produktion
Im August 2015 meldete Deadline Hollywood, dass Lionsgate die Verfilmungsrechte erworben habe und feststünde, dass Reese Witherspoon den Film unter ihrer Marke Pacific Standard produzieren werde. Knapp sechs Jahre später, im Februar 2021, berichtete Deadline, dass Lionsgate und Witherspoon nicht mehr Teil des Verfilmungsvorhabens sind. Stattdessen seien unter anderem der Australier Bruna Papandrea mit seinem Filmstudio Made Up Stories sowie die US-Schauspielerin Mila Kunis als Produzentin und Hauptdarstellerin an der Verfilmung beteiligt.
Die Dreharbeiten zum Film begannen im Juni 2021 in Toronto und endeten im September desselben Jahres in New York City.
Luckiest Girl Alive wurde am 30. September 2022 in ausgewählten Kinos veröffentlicht. Der Film ist seit dem 7. Oktober 2022 über Netflix abrufbar.

## Bewertung
Laut Rotten Tomatoes werteten über 500 Nutzer den Film (Stand 21. Oktober 2022) zu 74 % positiv. Zur selben Zeit fanden 49 berufliche Filmkritiker den Film zu 43 % überzeugend.